# Sport-Verein Werder von 1899 1973-1974
Questa voce raccoglie le informazioni riguardanti il Sport-Verein Werder von 1899 nelle competizioni ufficiali della stagione 1973-1974.

## Stagione
Nella stagione 1973-1974 il Werder Brema, allenato da Sepp Piontek, concluse il campionato di Bundesliga al 11º posto. In Coppa di Germania il Werder Brema fu eliminato agli ottavi di finale dal Bayern Monaco.

## Rosa
| N. |                     | Ruolo | Calciatore           |
| -- | ------------------- | ----- | -------------------- |
|    | Germania (bandiera) | P     | Günter Bernard       |
|    | Germania (bandiera) | P     | Dieter Burdenski     |
|    | Germania (bandiera) | D     | Rudi Assauer         |
|    | Germania (bandiera) | D     | Uwe Erkenbrecher     |
|    | Germania (bandiera) | D     | Horst-Dieter Höttges |
|    | Germania (bandiera) | D     | Karl-Heinz Kamp      |
|    | Germania (bandiera) | D     | Mario Kontny         |
|    | Germania (bandiera) | D     | Bernd Schmidt        |
|    | Germania (bandiera) | D     | Dieter Zembski       |
|    | Germania (bandiera) | C     | Uwe Bracht           |

| N. |                      | Ruolo | Calciatore         |
| -- | -------------------- | ----- | ------------------ |
|    | Germania (bandiera)  | C     | Bernd Brexendorf   |
|    | Germania (bandiera)  | C     | Peter Dietrich     |
|    | Danimarca (bandiera) | C     | Per Røntved        |
|    | Germania (bandiera)  | A     | Uwe Dreyer         |
|    | Germania (bandiera)  | A     | Werner Görts       |
|    | Germania (bandiera)  | A     | Volker Ohling      |
|    | Germania (bandiera)  | A     | Franz-Josef Ripke  |
|    | Germania (bandiera)  | A     | Hans-Gerd Schildt  |
|    | Danimarca (bandiera) | A     | Poul-Erik Thygesen |
|    | Germania (bandiera)  | A     | Werner Weist       |

## Organigramma societario
Area tecnica
- Allenatore: Sepp Piontek
- Allenatore in seconda:
- Preparatore dei portieri:
- Preparatori atletici:

## Calciomercato

### Sessione estiva
| Acquisti | Acquisti          | Acquisti        | Acquisti |
| R.       | Nome              | da              | Modalità |
| -------- | ----------------- | --------------- | -------- |
| A        | Franz-Josef Ripke | Werder Brema II |          |
| A        | Hans-Gerd Schildt | Bremerhaven     |          |

| Cessioni | Cessioni        | Cessioni          | Cessioni |
| R.       | Nome            | a                 | Modalità |
| -------- | --------------- | ----------------- | -------- |
| P        | Heinz Allhorn   | Polizei SV Bremen |          |
| A        | Carsten Baumann | Hessen Kassel     |          |
| A        | Herbert Laumen  | Kaiserslautern    |          |
| C        | Willi Neuberger | Wuppertal         |          |
| A        | Dieter Tippelt  | Meppen            |          |

### Sessione invernale
| Acquisti | Acquisti           | Acquisti | Acquisti |
| R.       | Nome               | da       | Modalità |
| -------- | ------------------ | -------- | -------- |
| A        | Poul-Erik Thygesen | B 1903   |          |

| Cessioni | Cessioni | Cessioni | Cessioni |
| R.       | Nome     | a        | Modalità |
| -------- | -------- | -------- | -------- |

## Risultati

### Bundesliga

#### Girone di andata
| Arbitro: | Hennig |

|                          |           |                         |
| Pirrung 38’ Schwager 81’ | Marcatori | 30’ Schildt 77’ Røntved |

| Arbitro: | Eschweiler |

|             |           |              |
| Höttges 75’ | Marcatori | 72’ Ettmayer |

| Bochum 21 agosto 1973, ore 20:00 CET 3ª giornata | Bochum | 0 – 0 referto | Werder Brema | Stadion an der Castroper Straße (19 000 spett.)\| Arbitro: \| Dreher \| |
| Arbitro:                                         | Dreher |               |              |                                                                         |

| Arbitro: | Aldinger |

|           |           |           |
| Weist 73’ | Marcatori | 88’ Nogly |

| Arbitro: | Hillebrand |

|                                                      |           |  |
| Meyer 30’ Blechschmidt 53’ Semlitsch 62’ Schäfer 83’ | Marcatori |  |

| Arbitro: | Frickel |

|                       |           |                            |
| Weist 24’ Höttges 43’ | Marcatori | 70’, 86’ Heynckes 76’ Rupp |

| Arbitro: | Zuchantke |

|                              |           |                       |
| Schwarzenbeck 37’ Müller 68’ | Marcatori | 22’ Røntved 48’ Görts |

| Arbitro: | Berner |

|                |           |  |
| Weist 45’, 52’ | Marcatori |  |

| Arbitro: | Tschenscher |

|                               |           |              |
| de Vlugt 58’ Lippens 71’, 85’ | Marcatori | 59’ Dietrich |

| Arbitro: | Nickel |

|                                    |           |          |
| Schildt 8’ Weist 31’, 70’ Kamp 35’ | Marcatori | 43’ Beer |

| Arbitro: | Linn |

|                                      |           |                   |
| Pröpper 30’, 89’ Jung 52’ Stöckl 65’ | Marcatori | 55’ (rig.) Bracht |

| Arbitro: | Betz |

|                       |           |             |
| Røntved 56’ Görts 63’ | Marcatori | 40’ Fischer |

| Brema 27 ottobre 1973, ore 15:30 CET 13ª giornata | Werder Brema | 0 – 0 referto | Fortuna Düsseldorf | Weserstadion (14 000 spett.)\| Arbitro: \| Seiler \| |
| Arbitro:                                          | Seiler       |               |                    |                                                      |

| Arbitro: | Hilker |

|  |           |             |
|  | Marcatori | 63’ Schildt |

| Arbitro: | Kindervater |

|           |           |                    |
| Weist 50’ | Marcatori | 9’, 59’ Hölzenbein |

| Arbitro: | Gabor |

|                       |           |  |
| Simmet 2’ Neumann 52’ | Marcatori |  |

| Arbitro: | Berner |

|                    |           |                     |
| Lehmann 50’ (aut.) | Marcatori | 25’ Wunder 41’ Worm |

#### Girone di ritorno
| Arbitro: | Weyland |

|                                           |           |             |
| Bracht 11’ (rig.) Thygesen 80’ Kontny 82’ | Marcatori | 90’ Pirrung |

| Arbitro: | Bonacker |

|                                 |           |                        |
| Handschuh 4’ (rig.) Stickel 57’ | Marcatori | 2’ Kontny 76’ Thygesen |

| Arbitro: | Frickel |

|                    |           |  |
| Höttges 36’ (rig.) | Marcatori |  |

| Arbitro: | Zuchantke |

|                                         |           |  |
| Zaczyk 15’ Hönig 61’ (rig.) Volkert 71’ | Marcatori |  |

| Arbitro: | Waltert |

|  |           |                 |
|  | Marcatori | 4’, 45’ Schäfer |

| Arbitro: | Huster |

|                              |           |           |
| Jensen 78’, 84’ Heynckes 81’ | Marcatori | 21’ Görts |

| Arbitro: | Kindervater |

|            |           |            |
| Bracht 30’ | Marcatori | 74’ Hoeneß |

| Arbitro: | Klauser |

|           |           |                                          |
| Glock 71’ | Marcatori | 40’ Erkenbrecher 69’ Røntved 85’ Assauer |

| Arbitro: | Haselberger |

|             |           |            |
| Höttges 29’ | Marcatori | 51’ Wörmer |

| Berlino 23 marzo 1974, ore 15:30 CET 27ª giornata | Hertha Berlino | 0 – 0 referto | Werder Brema | Stadio Olimpico (16 000 spett.)\| Arbitro: \| Siepe \| |
| Arbitro:                                          | Siepe          |               |              |                                                        |

| Arbitro: | Linn |

|                                         |           |  |
| Weist 2’ Höttges 27’ (rig.) Røntved 47’ | Marcatori |  |

| Arbitro: | Schmoock |

|                                                |           |                      |
| Kremers 8’ (rig.), 44’ Kremers 47’ Fischer 90’ | Marcatori | 5’ Røntved 75’ Weist |

| Arbitro: | Klauser |

|           |           |             |
| Herzog 9’ | Marcatori | 78’ Assauer |

| Arbitro: | Wichmann |

|                                   |           |                                        |
| Thygesen 70’ Görts 82’ Ohling 85’ | Marcatori | 2’ Kasperski 23’ Kaemmer 39’ Stegmayer |

| Arbitro: | Engel |

|              |           |            |
| Kliemann 58’ | Marcatori | 78’ Ohling |

| Arbitro: | Haselberger |

|                                                    |           |                       |
| Røntved 8’ Höttges 37’ (rig.) Bracht 73’ Görts 81’ | Marcatori | 21’ Löhr 45’ Cullmann |

| Arbitro: | Betz |

|                                 |           |              |
| Bücker 48’ Seliger 82’ Worm 90’ | Marcatori | 88’ Thygesen |

### Coppa di Germania
| Arbitro: | Huster |

|                       |           |                         |
| Versen 12’ Laufer 16’ | Marcatori | 50’ (rig.), 89’ Höttges |

| Arbitro: | Nickel |

|                             |           |             |
| Zembski 2’ Erkenbrecher 32’ | Marcatori | 37’ Walitza |

| Arbitro: | Biwersi |

|           |           |                                   |
| Görts 61’ | Marcatori | 46’ Schwarzenbeck 78’ Torstensson |

## Statistiche

### Statistiche di squadra
| Competizione      | Punti | In casa | In casa | In casa | In casa | In casa | In casa | In trasferta | In trasferta | In trasferta | In trasferta | In trasferta | In trasferta | Totale | Totale | Totale | Totale | Totale | Totale | DR |
| Competizione      | Punti | G       | V       | N       | P       | Gf      | Gs      | G            | V            | N            | P            | Gf           | Gs           | G      | V      | N      | P      | Gf     | Gs     | DR |
| ----------------- | ----- | ------- | ------- | ------- | ------- | ------- | ------- | ------------ | ------------ | ------------ | ------------ | ------------ | ------------ | ------ | ------ | ------ | ------ | ------ | ------ | -- |
| Bundesliga        | 31    | 17      | 7       | 6       | 4       | 30      | 21      | 17           | 2            | 7            | 8            | 18           | 35           | 34     | 9      | 13     | 12     | 48     | 56     | -8 |
| Coppa di Germania | -     | 2       | 1       | 0       | 1       | 3       | 3       | 1            | 0            | 1            | 0            | 2            | 2            | 3      | 1      | 1      | 1      | 5      | 5      | 0  |
| Totale            | 31    | 19      | 8       | 6       | 5       | 33      | 24      | 18           | 2            | 8            | 8            | 20           | 37           | 37     | 10     | 14     | 13     | 53     | 61     | -8 |

### Andamento in campionato
| Giornata  | 1 | 2 | 3 | 4  | 5  | 6  | 7  | 8  | 9  | 10 | 11 | 12 | 13 | 14 | 15 | 16 | 17 | 18 | 19 | 20 | 21 | 22 | 23 | 24 | 25 | 26 | 27 | 28 | 29 | 30 | 31 | 32 | 33 | 34 |
| --------- | - | - | - | -- | -- | -- | -- | -- | -- | -- | -- | -- | -- | -- | -- | -- | -- | -- | -- | -- | -- | -- | -- | -- | -- | -- | -- | -- | -- | -- | -- | -- | -- | -- |
| Luogo     | T | C | T | C  | T  | C  | T  | C  | T  | C  | T  | C  | C  | T  | C  | T  | C  | C  | T  | C  | T  | C  | T  | C  | T  | C  | T  | C  | T  | T  | C  | T  | C  | T  |
| Risultato | N | N | N | N  | P  | P  | N  | V  | P  | V  | P  | V  | N  | V  | P  | P  | P  | V  | N  | V  | P  | P  | P  | N  | V  | N  | N  | V  | P  | N  | N  | N  | V  | P  |
| Posizione | 6 | 9 | 9 | 10 | 12 | 14 | 15 | 11 | 12 | 10 | 14 | 12 | 12 | 11 | 12 | 14 | 14 | 12 | 13 | 10 | 13 | 13 | 13 | 14 | 12 | 12 | 12 | 11 | 12 | 12 | 12 | 11 | 9  | 11 |

Legenda:

Luogo: C = Casa; T = Trasferta. Risultato: V = Vittoria; N = Pareggio; P = Sconfitta.

### Statistiche dei giocatori
| Giocatore       | Bundesliga | Bundesliga | Bundesliga  | Bundesliga | Coppa di Germania | Coppa di Germania | Coppa di Germania | Coppa di Germania | Totale   | Totale | Totale      | Totale     |
| Giocatore       | Presenze   | Reti       | Ammonizioni | Espulsioni | Presenze          | Reti              | Ammonizioni       | Espulsioni        | Presenze | Reti   | Ammonizioni | Espulsioni |
| --------------- | ---------- | ---------- | ----------- | ---------- | ----------------- | ----------------- | ----------------- | ----------------- | -------- | ------ | ----------- | ---------- |
| R. Assauer      | 34         | 2          | 0           | 0          | 3                 | 0                 | 0                 | 0                 | 37       | 2      | 0           | 0          |
| G. Bernard      | 0          | 0          | 0           | 0          | 0                 | 0                 | 0                 | 0                 | 0        | 0      | 0           | 0          |
| U. Bracht       | 30         | 4          | 3           | 0          | 2                 | 0                 | 0                 | 0                 | 32       | 4      | 3           | 0          |
| B. Brexendorf   | 6          | 0          | 0           | 0          | 2                 | 0                 | 0                 | 0                 | 8        | 0      | 0           | 0          |
| D. Burdenski    | 34         | 0          | 1           | 0          | 3                 | 0                 | 0                 | 0                 | 37       | 0      | 1           | 0          |
| P. Dietrich     | 32         | 1          | 0           | 0          | 3                 | 0                 | 0                 | 0                 | 35       | 1      | 0           | 0          |
| U. Dreyer       | 2          | 0          | 0           | 0          | 0                 | 0                 | 0                 | 0                 | 2        | 0      | 0           | 0          |
| U. Erkenbrecher | 10         | 1          | 0           | 0          | 3                 | 1                 | 0                 | 0                 | 13       | 2      | 0           | 0          |
| K. Geils        | 0          | 0          | 0           | 0          | 0                 | 0                 | 0                 | 0                 | 0        | 0      | 0           | 0          |
| W. Görts        | 34         | 5          | 2           | 0          | 3                 | 1                 | 0                 | 0                 | 37       | 6      | 2           | 0          |
| F. Hiller       | 0          | 0          | 0           | 0          | 0                 | 0                 | 0                 | 0                 | 0        | 0      | 0           | 0          |
| H. Höttges      | 31         | 6          | 3           | 0          | 3                 | 2                 | 0                 | 0                 | 34       | 8      | 3           | 0          |
| K. Kamp         | 34         | 1          | 2           | 0          | 3                 | 0                 | 0                 | 0                 | 37       | 1      | 2           | 0          |
| U. Klausmann    | 0          | 0          | 0           | 0          | 0                 | 0                 | 0                 | 0                 | 0        | 0      | 0           | 0          |
| M. Kontny       | 21         | 2          | 0           | 0          | 3                 | 0                 | 0                 | 0                 | 24       | 2      | 0           | 0          |
| R. Meyer        | 0          | 0          | 0           | 0          | 0                 | 0                 | 0                 | 0                 | 0        | 0      | 0           | 0          |
| V. Ohling       | 2          | 2          | 0           | 0          | 0                 | 0                 | 0                 | 0                 | 2        | 2      | 0           | 0          |
| F. Ripke        | 1          | 0          | 0           | 0          | 0                 | 0                 | 0                 | 0                 | 1        | 0      | 0           | 0          |
| J. Röber        | 0          | 0          | 0           | 0          | 0                 | 0                 | 0                 | 0                 | 0        | 0      | 0           | 0          |
| P. Røntved      | 29         | 7          | 2           | 0          | 2                 | 0                 | 0                 | 0                 | 31       | 7      | 2           | 0          |
| H. Schildt      | 20         | 3          | 0           | 0          | 3                 | 0                 | 0                 | 0                 | 23       | 3      | 0           | 0          |
| B. Schmidt      | 12         | 0          | 2           | 0          | 0                 | 0                 | 0                 | 0                 | 12       | 0      | 2           | 0          |
| P. Thygesen     | 13         | 4          | 0           | 0          | 1                 | 0                 | 0                 | 0                 | 14       | 4      | 0           | 0          |
| W. Weist        | 32         | 9          | 0           | 0          | 2                 | 0                 | 0                 | 0                 | 34       | 9      | 0           | 0          |
| D. Zembski      | 34         | 0          | 1           | 0          | 3                 | 1                 | 0                 | 0                 | 37       | 1      | 1           | 0          |